# Dickson (rivière)
Pour les articles homonymes, voir Dickson.
La rivière Dickson  (anglais : Dickson River) est une rivière de la région de la West Coast, de l’Île du Sud de la Nouvelle-Zélande.

## Géographie
Elle prend naissance près du « Dickson Pass » dans les Alpes du Sud et s’écoule vers le nord-ouest. Elle rejoint la rivière Tuke et s’écoule dans la rivière Mikonui, qui elle-même se déverse dans la Mer de Tasman près de la ville de Ross.